# Bankrutschen
Unter Bankrutschen (auch: Bankrücken) versteht man einen schulischen Wettbewerb im Klassenverband zum Testen des Wissens der Schüler.

## Spielinhalt
Im Verlauf des Spiels werden vom Spielführer, der meist der Lehrer ist, Fragen gestellt. Beispiele für solche Fragen können einfach nur Vokabeln oder Rechenaufgaben, aber auch komplexere Fragestellungen sein.

## Spielverlauf
Der Reihenfolge der Bänke nach werden die dort sitzenden Schüler gefragt. Dazu müssen sich wenigstens zwei Schüler an einer Schulbank befinden. Derjenige Schüler, der die Frage am schnellsten richtig beantworten kann, hat gewonnen. Sind mehrere Schüler gleich schnell, so wird eine Entscheidungsfrage für diese gestellt. Wer verloren hat, bleibt an der Bank sitzen, an der gerade gespielt wurde. Der Gewinner darf zur nächsten Bank wechseln, daher kommt der Ausdruck Bankrutschen. Danach tritt dieser Schüler gegen die dort sitzenden Schüler an. Dieses setzt sich so fort, wobei leere Bänke übersprungen werden, ohne eine Frage zu stellen.

## Spielende
Das Spiel endet nach einer vorgegebenen Zeit oder wenn mehrere Fragerunden vollendet wurden.
Gewonnen hat der Schüler, welcher am meisten "Bänke gerutscht" ist.

## Varianten
- Wer eine Frage falsch beantwortet, gilt als Verlierer.
- Die Fragen werden von den Schülern gestellt, deren Bank gerade nicht an der Reihe ist.

## Spielzweck
Durch den spielerischen Lerneffekt erweist es sich als pädagogisch wertvoll und motivierend. Häufig wird das Bankrutschen in der Grundschule gespielt, da es auch zu einer Auflockerung des Unterrichts beiträgt.